# Мурал
Мурал или зидно сликарство означава монументалну композицију урађену на зиду, таваници или некој другој великој перманентној зиданој површини, као њен интегрални део. Ова уметничка композиција у себи обједињава опште елементе слике, и елементе архитектуре.
Сама израда зидне слике, односно мурала, зависи од састава подлоге уз коју је везана одговарајућом техником, док на композицију и распоред елемената утиче простор чије димензије намјећу и димензије саме зидне слике. Зидне слике, односно мурали могу бити изузетно велике велике, па у својој декоративној, наративној или меморијалној функцији најчешће попримају монументални карактер.
Најчешће се на овај начин осликавају фасаде зграда или велике зидне површине унутар просторија (ауле, степеништа и сл). У ширем смислу појам „мурал” се односи на сликарску категорију која је постала популарна захваљујући уметничком покрету – мурализму. Некада су зидне слике имале велику важност, не само као украс верских и стамбених објеката, него и као исказ богатства и покровитељства. Карактеристика која мурал издваја од других сликарских форми је то да су архитектонски елементи датог простора хармонично уграђени у слику.
Етимолошки термин „мурал” потиче од латинске речи murus - зид или muralis - зидни.

## Историја зидног сликарства

### Праисторија
Мурал или зидно сликарство је најстарији облик сликарства. Настао је у време Палеолита, када је праисторијски човек осетио потребу да ослика зидове пећина у којима је обитавао и тако украси околину и искаже своје идеје и веровања. Боје су се правиле од природних пигмената помешаних са животињском машћу, а наношене су на подлогу прскањем или примитивним четкама од расцепљених грана. Обриси су тамни, а понекад је кориштена и сама форма зида, удубљења и испупчења, за ликовно обликовање животиња. Најпознатији примери праисторијског зидног сликарства налазе се у пећинама Ласко (Француска) и Алтамира (Шпанија).

### Уметност Старог Египта
У уметности Старог Египта зидови су се премазивали слојем гипса на којој су се црном бојом исцртавали облици и хијероглифи и затим испуњавали бојом од линије до линије. Код старих Египћана зидне слике су имале велики религијски значај и биле су неодвојив део ритуалних обреда. Једна од најстаријих слика настала на зиду од опеке направљене човечијом руком, слика Људи, чамци и животиње, налази се у гробници у Хиераконополису у Египту и настала око 3200 година пре нове ере. Сличан значај зидно сликарство има и у индијској и кинеској уметности, као и код неких народа претколумбовске уметности у Северној и Јужној Америци.

### Сумерска, асирска и персијска уметност
Паралелно са развојем Египатске, између 3500. и 3000. године пре нове ере, на простору између река Еуфрата и Тигра развијала се и уметност Месопотамије. За разлику од египатске, уметност у Месопотамији није била везана за загробни, већ за свакодневни живот. Оснивачи месопотамске цивилизације су били Сумери и иза њих није остало много сачуваних археолошких остатака. У погледу мурала за ову уметност су карактеристични рељефи израђени у каменим плочама храмова - зигурата, али се јављају и први мозаици. Народ који је наследио културу и искуства Сумера били су Асирци. Њихови храмови веома су подсећали на зигурате али су у градњи краљевских палата достигли невероватну лепоту. Величанствене грађевине биле су прекривене рељефима. Персијанци, који су 539. године пре нове ере освојили Вавилон, такође су декорисање своје архитектуре базирали на рељефу.

### Егејска култура и старогрчка уметност
Зидно сликарство свој развој наставља развојем Егејске културе, коју су чиниле Кикладска, Минојска и Микенска уметност, а која је цветала током 3. и 2. миленијума пре нове ере. Из тог периода потичу и најстарији остаци технике фреско-сликарства, чији се почеци и везују управо за ову културу, Палате овог периода биле су прекривене зидним сликама од којих су сачувани само фрагменти. Најпознатије зидне слике налазе се на Криту, у Кнососу, Амнисосу, Хагија Тријади, Малији и Фестосу.
Цивилизација старе Грчке се формирала од 1100. до 700. године пре нове ере. Зидно сликарство овог периода није сачувано, али су стари Грци били први народ у историји који је писао о својим уметницима. Списе о уметницима, као и многе друге грчке текстове, сакупили су Римљани, остављајући их будућим нараштајима као трајна документа. Римски писац Плиније Старији у свом делу Историја природе пише о бројним грчким сликарима у првој половини 5. века пре нове ере, наводећи Полигнота и Микона, који су украшавали многе грађевине у Атини и Делфима. Представа о томе како су ове слике изгледале може се стећи преко осликаних ваза и утицаја који је старогрчка уметност оставила на грчке провинције на Апенинском полуострву и Етрурији.

### Етрурска и уметност Старог рима
Према Херодотовим записима, Етрурци су народ досељен из Лидије у Малој Азији у предео између данашњих италијанских градова Фиренце и Рима. Такмичили су се са Грчком у градњи и морепловству, а њихова уметност је процват доживела крајем 6. и почетком 5. века пре нове ере. Сачуван је известан број импресивних зидних слика којима су осликане гробне одаје, на којима се препознаје утицај старогрчких сликара.
Веза сликарства хеленистичке Грчке и старог Рима не може се лако утврдити, због непостојања сликарских дела старе Грчке, али постоје бројни примери римских копија старогрчких слика, преко којих се ова веза може уочити. Један пример је мозаик копија хеленистичке слике Персијанци под Даријем из битке код Иса, настала крајем 4. века пре нове ере. Најочуванији примери римског зидног сликарства налазе се у остацима Помпеје и Херкуланума. Римљани су такође користили и технику фреске, али и енкаустику на зиду и примитивне графите у облику карикатура и стрипа.

### Ранохришћанска и византијска уметност
Наследство старогрчке и римске традиције сликања развило се у ранохришћанску уметност и византијско сликарство. Рана хришћанска уметност почиње да се развија већ од појаве првих хришћана, у 1. веку нове ере, мада не постоје дела која би била препозната као хришћанска све до 200. године нове ере, и појаве зидног сликарства кроз сликане декорације у римским катакомбама и подземним хришћанским гробљима. Поделом царства на Источно и Западно и даљи развој хришћанске уметности кренуо у два правца. На западу се развија варварска уметност, која ће касније прерасти у романику и готику, док се на истоку развија византијска уметност.
Под утицајем Истока византијска уметност је била претежно сликарска. Слика је била главна декорација византијске архитектуре, а сва пажња била је усмерена на унутрашњи простор. У византијском зидном сликарству заступљени су и мозаик и фреска. Византијско сликарство је посебним сликарским стилом и техником наставило традицију класичне грчке уметности и првенствено је настало ради украшавања храмова. Многи храмовим украшавани су великим и вредним сликарским делима. Са повећаним димензијама храмова дошло се и до велике површине зидова које је требало исликати према монументалној архитектури, тако да је сигурно да сликари који су украшавали првобитне храмове нису били у могућности да осликавају нове велелепне храмове, него су школовани нови, који су били спремни као и архитекти за развој нових техника као што је зидни мозаик, који је прилично преузео улогу зидне слике. Иако је мозаик као техника био познат још од Месопотамије и Сумера, ови нови византијски мозаици су били сложени, велики и превазилазили су сва искуства која су имали њихови претходници. И уметност средњовековне православне Европе развијала се у византијском уметничком стилу, нарочито у Русији, Бугарској, Македонији и Србији. У овом периоду и српско зидно сликарство достиже свој врхунац, златно доба, монументалним фрескама Рашке школе.

### Романика и готика
Препород зидног сликарства у Европи догодио се у романици и готици, нарочито у Италији током 13. века, када се најчешће слика фреско техником, темперама на свежем малтеру. На тим основама развило се и ренесансно сликарство, које ће свој креативни врхунац на европском тлу доживети појавом ренесансних мајстора какви су Мазачо, Фра Анђелико, Леонардо да Винчи, Микеланђело и Рафаело и током кога ће настати неке од најславнијих зидни слика на свету, међу којима су свакако Леонардова Посљедња вечера и Микеланђелово Стварање Адама на своду Сикстинске капеле. Од 16. века фреско сликарство се углавном замењује сликама рађеним техником уља на платну, огромних размера. Такве слике су се постављале на дрвене оквире и могле су прекрити целу површину зида, а њихова израда је била лакша и једноставнија. У 17. веку барокно илузионистичко сликарство постаје важан елеменат у декорисању ентеријера у палатама и црквама. Компликоване илузионистичке игре стари мајстори све чешће раде у секо техници (al secco - на суво). У 18. веку јавља се и украшавање целих површина зидова керамичким плочицама, од којих се стварају компликоване илузионистичке слике, углавном декоративног карактера.

### 20. век
Свој поновни узлет зидно сликарство доживљава у модерној уметности 20. века, када су се за технику мурала заинтересовали представници кубистичког и фовистичког правца у Паризу. Нови израз у овој области траже Ежен Делакроа, Фердинанд Ходлер, Едуард Мунк, Анри Матис, Пабло Пикасо и други. Посебан значај у овом периоду имају мексички револуционарни сликари, окупљени у покрет мурализам који се појавио у Мексику 30-их година 20. века. Главни представници и носиоци овог покрета били су Хосе Клементе Ороско, Дијего Ривера и Давид Алфаро Сикерас. Истовремено у САД, током периода Велике депресије уметници, међу којима су Бен Шан и Томас Харт Бентон, осликавају мурале уз финансијску подршку америчке владе.

## Тематика мурала
Обзиром да прате развој људског друштва од самих почетака, мурали кроз различите епохе осликавају разне теме, од обредних и религијских до сцена из свакодневног живота. Током 19. и 20. века, када се мурали раде у служби монументалне декорације, овакве композиције инспирисане су историјским темама из доба романтизма. Мексички муралисти, под утицајем тек окончане Мексичке револуције, уводе у зидно сликарство политички ангажована дела са социјално-политичким, историјским и револуционарним темама, вешто комбинујући традиционалне мексичке народне мотиве и модерне европске стилове.

### Мурал у савременом друштву
Друга половина 20. века у области зидног сликарства донела је појави бројних мурала, дела анонимних аутора, на зидовима многих јавних објеката. Овде је важно истаћи разлику између све популарнијих графита и мурала. Док графити представљају знакове, потписе, изреке и слично који се обично налазе написани на зиду како би исказали мишљење које појединац има о некој теми, мурал је потпуна слика на зиду која има своју естетску вредност. Бројни мурали постали су део историје, те су исти од изузетне уметничке вредности.
Крајем 60-их година 20. века у тунелима подземне железнице Њујорка, почео је да се развија покрет који је до данашњих дана опстао као аутентичан вид изражавања креативности, ликовности али и осећања и ставова градске омладине широм света. Осамдесете су са собом донеле прве графити суперзвезде, а овај вид поп-културе раширио се прво по Европи а затим и остатку света. У деведесетим се десила нека врста индустријализације графита, настанком првих великих фабрика које су се бавиле производњом боја прављених превасходно за потребе уличних цртача, што је за графите представљало неку врсту новог почетка и корак у једну потпуно нову сферу. Постојеће околности које су обухватале и експанзију интернета у овом периоду, допринеле су да се развије потпуно нови приступ изражавању, растерећен до тада већ устаљених визуелних форми и техника. Оно што је можда још важније, чин цртања, сам по себи, више није представљао једини израз става, већ су све учесталије почели да се појављују уметници чија су дела имала јасну социополитичку садржину. Појавиле су се на потпуно нов начин илустроване приче и стилизоване поруке о животу у постмодерном друштву. Све ово је почетком другог миленијума на површину избацило један потпуно нов, свеж приступ у илустрацији и графичком обликовању уопште, који је своје упориште убрзо пронашао како у примењеној, тако и у савременој уметности. Колекције великих светских музеја, као и фасаде неких од њих, постајале су богатије за експонате овог вида ликовног стваралаштва, а улични израз је увелико завладао и популарном културом као носилац идентитета многих комерцијалних пројеката намењених пре свега млађој популацији. Ова епоха означила је један вид комерцијализације али и потпуне афирмације уличне уметности која се четрдесетак година тетурало између вандализма и уметничког израза надолазећих генерација.
Street art или буквално преведено улична уметност, која се манифестује у виду уметнички изведених графита, мурала или разних других цртежа од друге половине 20. века доживљава праву експанзију широм света. Погодно тло за развој овог облика уметности представљају урбане средине које су у постиндустријском периоду доживеле привредне, економске, социолошке и архитектонске трансформације а које су за собом оставиле прегршт локација погодних за уметничко изражавање.

### Савремени мурал у Србији
Историја настанка и развоја савременог мурала у Србији почиње 70-их година 20. века, појавом првих мурала на београдским фасадама. Експанзијом ове врсте уметности у Београду, почетком 2. миленијума, по узору на главни град ова врста уметничког изражавања шири се целом Србијом. Као финансијери оваквих акција појављују се локалне самоуправе, али све чешће и различите приватне компаније, углавном оних које се баве производњом и дистрибуцијом боја али и других, па је тако Теленор покренуо акцију осликавања мурала широм Србије, под називом Покрени град. Неретко се дешава да иницијатива потекне и од самих грађана, који у том случају најчешће сами и финансирају израду мурала.
Мурале по градовима Србије често осликавају познати домаћи, али и страни уметници, познати по овом виду уметничког изражавања. многе мурале осликали су, у оквиру различитих пројеката и професори и студенти Факултета примењених уметности и Факултета ликовних уметности у Београду.
Тако, на пример, фасаде у Прокупљу од 2010. године краси више од 20 мурала. Поред локалне пицерије, фризерског салона и ауто-перионице, мурали красе чак и зидове Опште болнице „Др Алекса Савић” у Прокупљу. У Јагодини је реализован пројекат Муралима против недоличних графита, а пажњу привлачи и пројекат покренут 2017. године у Пожаревцу, а којим је осим осликавања зидова по граду покренута и иницијатива за осликавање зидова Казнено-поправног завода за жене у Пожаревцу. За осликавање мурала на зиду женског затвора добијена је и сагласност Регионалног завода за заштиту споменика културе у Смедереву, јер је зграда под заштитом државе, уз услов да тематика мурала буде примерена оваквом објекту.
- Мурали на стамбеним зградама у Сремској Митровици
- Мурал на зиду породичне куће у Сремској Митровици. Представа континуитета Сирмијума-Сремске Митровице
- Мурал у порти цркве - спомен костурница Вазнесења Христовог у Дубљу код Богатића
- Мурал на зиду школе у Совљаку код Богатића
- Портрет Ђуре Јакшића на муралу у порти православне цркве у Српској Црњи
- Мурал на зиду трафо-станице у насељу Црна Бара код Богатића
- Мурал на једној кући у селу Власи (Пирот).

### Београдски мурал
Београд је своје име на мапи овог глобалног феномена озбиљније почео да уцртава негде средином 90-их година 20. века. Деценију касније, ствари су коначно почеле да се мењају набоље, како за цртаче тако и за сам град. Пресудна је била 2008. година када је, у оквиру Београдског летњег фестивала, у року од месец дана на три локације у ужем центру града осликано неколико стотина метара уличних мурала.

### 70-те године 20. века - почетак
Према тврдњама Миодрага Протића, српског сликара, ликовног критичара, теоретичара и историчара уметности, први савремени мурал у Београду насликао је 1970. године наивни експресиониста Лазар Вујаклија на фасади мале књиговезачке занатске радње која се налазила у Булевару револуције (данас Булевар краља Александра). Године 1977, у оквиру манифестације Недеља Латинске Америке, уметничка бригада „Салвадор Аљенде” из Чилеа осликала је са студентима Факултета ликовних уметности мурал на зиду Студентског културног центра под називом Солидарност југословенских народа са народима Латинске Америке. Уметница Даринка Поп Митић радила је 30-ак година касније реконструкцију овог мурала.

### 80-те године 20. века
Историјски ток спровођења акција сликања мурала на београдским фасадама може се поделити на неколико фаза. Године 1982. у организацији Центра за планирање урбаног развоја Београда одржан је скуп под називом Комуникације на којем је први пут покренуто питање мурала као начина уређења фасада у Београду. Већ 1983. године професор Факултета ликовних уметности Чедомир Васић је са групом студената предао мапу са 50 идејних решења за осликавање мурала тадашњем градоначелнику Богдану Богдановићу. Већ наредне 1984. године настала су два мурала. Први је осликао француски уметник Франсоа Морле на фасади биоскопа 20. октобар у Балканској улици, поводом посете тадашњег председника Француске Франсоа Митерана. Тај мурал, поклон Француске Београду, данас није видљив због изградње нове зграде. Други мурал је изведен у Рајићевој улици, а осликао га је професор Васић са групом тадашњих студената Факултет ликовних уметности поводом обележавања 25. маја, у организацији Савеза студената Београда. У периоду од 1984. до 1997. године професор Васић је реализовао више мурала у Београду, углавном у сарадњи са другим уметницима: Весном Кнежевић, Радомиром Кнежевићем, Мирком Огњеновићем, Перицом Донковим, Игором Степанчићем, Брајаном Васићем и другим. Већина Васићевих сарадника били су његови бивши студенти, који су од почетка са њим радили на популаризацији осликавања мурала. Већина оригиналне документације о тим догађајима није сачувана.

### 90-те године 20. века
Током 90-их је урађено неколико мурала, али знатно мање него у претходним периодима. Значајнија акција покренута је уочи избора 1995. године, када се на месту градоначелника Београда налазио Небојша Човић. Током те и наредне године осликана су три мурала, а радили су их Душан Миљуш, Чедомир Васић и Даница Баста.Након 1995. осликано је још пар мурала, али су сви уништени или оштећени.
Друга значајнија иницијатива осликавања мурала на београдским фасадама покренута је поводом Самита несврстаних, одржаног у Београду 1989. године. Савет Скупштине Београда је исте године усвојио Оперативни план о уређењу града, у којем је први пут у неком званичном градском документу поменуто осликавање фасада као начин уређења града. Тада је осликано пет мурала које су финансирали градови и општине СФРЈ као поклон Београду. Међу њима су мурал Владимира Величковића на фасади Филозофског факултета, као и мурал Миодрага Б. Протића на Теразијама. Организација је била поверена Републичком заводу за заштиту споменика, а реализацијом је руководио уметник Слободан Јевтић-Пулика. Крајем 80-их појавили су се и први мурали финансирани од стране приватних компанија.

### 21. век
После 2000. године значајнији мурали реализовани су у оквиру Београдског летњег фестивала, што је представљало наставак традиције из 80-их година. Карактеристика овог таласа осликавања града је популаризација графита и гостовање познатих street art уметника, као што су: Андре, Блу, Ремед, М Цитy и други. У току БЕЛЕФ-а 2003. године изведен је и један графити мурал у Поп Лукиној улици, уз учешће више графити цртача из Србије, Хрватске, Мађарске и Босне. Од 2008. године већина мурала урађена је у сарадњи БЕЛЕФ-а и организације Киоск - платформа за савремену уметност.
Друга већа акција у 21. веку везана је за пројекат 'Карактером против насиља у којем је учествовало више приватних компанија и јавних институција. Акцију је 2008. године покренуо Ватерполо савез Србије, а придружили су се Министарство омладине и спорта, Универзитет уметности у Београду и Вечерње новости. Преко Универзитета уметности и по препоруци ректора, укључен је Факултет ликовних уметности, а као ментор радионице мурала ангажована је ликовна уметница Весна Кнежевић. Првобитним пројектом било је предвиђено осликавање три мурала, али се због великог интересовања установа које су желеле да своје зидове понуде на располагање за мурале и због великог броја студената спремних да прихвате изазове ове врсте ликовних интервенција, акција проширила. У акцији Карактером против насиља, која је трајала до 2011. године, осликано је више државних установа, тачније факултета, гимназија, основних школа и предшколских установа.
Посебно су занимљиви мурали који се од 2010. године појављују на зидовима Дорћолских зграда, са ликовима познатих навијача Фудбалског клуба Партизан, чије осликавање су организовали сами навијачи овог клуба.
Године 2011. започето је истраживање под називом Историјат осликавања мурала у Београду са циљем да се направи преглед историје осликавања мурала у Београду. Реализовали су га Јована Стојановић, Милош Милетић и Мирјана Радовановић. То је прво истраживање о београдским муралима икада спроведено. Према наводима аутора истраживања, велики проблем је представљао недостатак документације, посебно у институцијама које се везане за организацију неких од осликавања. Документовање је додатно отежано чињеницом да је велики број београдских мурала оштећен или уништен.

##### Галерија београдских уличних мурала
- Имитација живота #9 у Карађорђевој улици. Аутори: Пабло Тоњи (Pablo Togni) и Кристијан Ребеки (Christian Rebecchi), 2014
- Насмејана холандска девојчица - мурал на зиду КЦ Град у Савамали. Ауторка The Kraljica Vila (TKV), 2016
- Мурал "Замисли жељу" на стубу Савског моста у Београду. Аутори Марија и Стеван Шолн (2016)
- Мурал "Игра на ветру" на стубу Савског моста у Београду. Аутори Марија и Стеван Шолн (2016)
- Мурал у Скадарлији
- Мурал на зиду библиотеке "Ђура Јакшић" у Жаркову, београдска општина Чукарица
- Простор испред библиотеке "Деспот Стефан Лазаревић" у Младеновцу, украшен муралима
- Мурал са ликом Карађорђа на зиду основне школе "Вожд Карађорђе" у Остружници
- Мурал на зиду библиотеке "Прометеј" на Бановом брду, београдска општина Чукарица
- Мурал на зиду библиотеке "Прометеј" на Бановом брду, београдска општина Чукарица

## Технике зидног сликарства
Како би се зидне слике, односно мурали одржали на зиду и били што трајнији, нарочито ако је реч о спољним зидовима који су изложени утицају сунца, кише и других атмосферских појава, за њихову израду користите се адекватни материјали.

### Пећински цртежи
Међу најстаријим остацима зидног сликарства свакако су обриси шака у пећини Алтамира у Шпанији, који су настали прислањањем руке на стену и дувањем обојеног прашкастог црвеног окера или угља, при чему је на зиду пећине остајао обрис руку. У пећини Ласко у Француској, налазе се вероватно најлепши цртежи животиња и сцене из лова, а боје које је пећински сликар користио били су природни оксиди гвожђа, магнетит (црне боје), хематит (црвене боје) и лимонит (жуте боје). У палеолиту пећински сликар је сликао директно на зиду без припреме подлоге. Користио је и црни пигмент добијен од сагорелог дрвета или костију. Због магијског-култног значења, нарочито је цењена црвена боја. Уситњена земља различита по боји коришћена је са тадашњим везивима, а то су животињске масти, крв, урин, јаја, млеко и биљни сокови. Средство наношења боје најчешће су били прсти, птичија пера или штапићи стучени на крају, који представљају прачеткицу.

### Мурали у Старом Египту
У старом Египту подлога за слику је била од глатког тесаног камена, а преко ње је наношен слој гипса, техника позната још у праисторији. Када је подлога била груба и неравна облагана је слојем блата и сецкане сламе, а преко тог слоја наносио се слој гипса, каолина или креча. У новом добу египатског царства подлоге су остављане много грубљим. Слика се радила када се подлога осуши, а за боје су коришћена везива на бази гуме или желатина. Сликарство старог Египта је било у оквирима технике темпере. Уношен је основни цртеж слике, прецизно и помоћу мреже која је одређивала поља квадрата у поставци цртежа, а грешке су исправљане црном бојом. Прашкасте боје које су употребљавали египатски сликари су окер жути и црвени, плави азурит, зелени малахит, пржени бакар, египатска плава, смеђи, ружичасти, бели од креча калцијум-карбонат, сива и црна од чађи.

### Фреска
Следећа фаза у развоју зидног сликарства је фреско-сликарство. Не може се утврдити тачно порекло и развој фреско-слике, али се на основу хоризонтално спајаних слојева малтера, угребаних линија цртежа на свежем малтеру, слоја чистог калцијум-карбоната и осталих чињеница време настанка првих фресака егејске културе процењује на 1700. до 1450. године пре нове ере. фреска (италијански fresco - свеже, влажно), је назив за слику која се израђује минералним бојама на свеже малтерисаном зиду. Малтер се припрема у грубљим и финијим слојевима, а површина за осликавање израђује се од 1/3 креча и 2/3 песка, са додатком уситњеног мермера или цигле. Минералне боје отопљене у води дају са кречом и песком чврст спој и трајну слику. У ширем смислу фреска означава и друге сродне технике зидног сликарства: енкаустику (поступак са додатком воска), secco (сликање на осушеном малтеру минералним бојама или темпером), fresco-secco (сликање започето на свежем, а настављено на осушеном малтеру, темпером). У хеленистичко време за позадину слика користиле су се глачане подлоге као имитација мермера. Тај облик зидног сликарства је, по угледу на грчко, био заступљен у украшавању зидова кућа и у старом Риму. Витрувије, римски архитект, је пишући о градњи архитектонских здања подробно забележио и поступак изравнавања зидова. Наносило се седам слојева малтера, сваки по сушењу претходног. Употреба везива се не помиње, већ се слика на влажном малтеру уз глачање. У подлогу се наноси жути окер или помпеанска црвена, а преко тога се слика главни мотив. За израду самих слика користиле су се боје: жута или црвена из Понта у Египту, зелена из Смирне. Витрувије пише и о употреби вештачког и природног цинобера, индиго плаве, печеног окера, пурпура и других вештачких боја. Карактеристика византијског зидног сликарства је рад на свежем малтеру. Дебљина малтера је зависила од тога колико је зид био нераван, а постоји мишљење да су најлепше фреске настале на само једном слоју малтера.

### Мозаик
Још једна, кроз историју често коришћена техника израде мурала је мозаик. Први познати мозаици потичу из Месопотамије, одакле су се преко Сирије и Мале Азије ширили на Запад, где се та техника развила прво у Грчкој, у хеленистичко доба, а затим и у римској уметности. Пуни процват мозаик доживљава у ранокршћанској и византској уметности. Мозаик је сликарска техника украшивања зидова, подова, сводова и купола композицијама састављеним од квадратних или вишеугаоних разнобојних коцкица од камена, глазиране керамике, стакла, цигле, седефа, метала или пластике. Коцкице се слажу у житки малтер, гит или цемент. Када се подлога стврдне, мозаик се полира и бруси, што доприноси чврстоћи и трајности дела. У антици су биле познате две технике израде мозаика: opus tessellatum (техника слагања коцкица неједнаке величине) и opus vermiculatum (ситне коцкице углавном једнаке величине, често од драгог камена, међусобно чврсто сљубљене да се не назиру ивице и међупростори).

### Савремено доба
Street art или преведено улична уметност, која од друге половине 20. века доживљава праву експанзију широм света, изродила је огроман број уметнички изведених мурала, графита и разних других цртежа. Обзиром на велику популарност и масовност овог вида уметничког изражавања, савремени мурали најчешће се осликавају ауто-лаковима, фасадним бојама, маркерима и другим сличним, лако доступним и релативно јефтиним материјалима и често без било какве претходне припреме подлоге, те је стога и њихов век трајања далеко краћи у односу на монументална дела старих мајстора.

## Разлика између мурала и графита
Графити и мурали се често мешају и поистовећују. И једни и други представљају провокативне покрете где су дела приказана у јавним просторима уместо у галеријама. Обе ове форме ликовног изражавања дефинитивно представља облик модерне уметности, али они се ипак разликују у техници израде, самој функцији и намери. С обзиром на то да мурали представљају вид концептуалне уметности, њихови аутори не само што желе да суграђани виде производ њихове маште, већ и да имају неку интеракцију са њиховим уметничким делом, да разумеју његову поенту, као и да осете емоцију – дакле, циљ им је да привуку пажњу. Са друге стране, илегалност је највећа предност графита, а уједно и њихова највећа мана. Иако је фокус на деловању изван социјалних норми и мистерији, графити врло често могу да се гледају и као облик адвертајзинга. То значи да они хоће да пренесу конкретну поруку, која може бити позитивног или негативног карактера. Графити су такође специфични, јер већина њих често не може да се прочита без потешкоћа, што значи да су усмерени ка одређеној циљној групи, док су мурали отворенији према широј публици. Ипак, и једни и други користе хумор, иронију и апсурд како би комуницирали са случајним пролазницима, а све то са намером да их наведу да се макар на тренутак замисле.

## Занимљивости
У марту 2017 Нови Сад и Србију потресла је вест да је мурал француског уметника Гијома Албија - Ремеда (Guillaume Alby - Remed) The Only Truth (Једина истина), насликан 2009. године на зиду новосадске Градске библиотеке, прекречен од стране непознатих починилаца.
У јануару 2018. У Београду је неко префарбао црном фарбом и неке од мурала са ликовима навијача ФК Партизан на Дорћолу.
Француска уметница Мадмазел Морис (Mademoiselle Maurice), која у својим делима углавном користи традиционалну јапанску технику оригами, креирала је 2015. године 3Д мурал који је постављен на тамну фасаду једне стамбене зграде у Паризу. Мурал назван Лунарни циклус (Lunar Cycles) био је висок 15, а дугачак 140 метара. Мурал је био направљен од разнобојних оригами птичица. Читав процес креирања мурала трајао је три недеље. Први корак био је кречење читаве фасаде објекта у црно, како би се истакла оригами структура. Да би се инсталација реализовала коришћено је 500 литара боје за фарбање и 15.000 папира од којих су направљене оригами птичице. Ова инсталација, до тада највећи мурал у Паризу, на фасади је стајала до августа 2015, када је уклоњена.